# Segunda categoría del fútbol argentino
Se entiende por segunda categoría del fútbol argentino a la que ocupa esa posición en la escala de niveles de Argentina, después de la Primera División. Desde su creación hasta 1986 estuvo limitada a los equipos que integraban las entidades rectoras en el ámbito del Gran Buenos Aires y La Plata, con escasas excepciones; posteriormente, en la medida que el fútbol en Argentina se fue organizando, a dichas instituciones, que dependen directamente de la Asociación, se las denominó como clubes directamente afiliados. A partir de la temporada 1986-87, se creó una nueva segunda categoría de carácter federal, que incorporó a los equipos del interior del país, considerados clubes indirectamente afiliados, porque su adhesión a la AFA se realiza a través del Consejo Federal, uno de sus órganos internos, ya que se encuentran nucleados en sus respectivas ligas regionales. 
En función de la época puede tratarse de:
- Segunda División: Desde su creación en la temporada 1899 hasta la temporada 1910.
- División Intermedia y Extra: Ocupó la segunda categoría desde 1911, cuando desplazó a la Segunda División, que pasó al tercer escalón, hasta 1926.
- Primera División - Sección B: Con la fusión de la AAF con la AAmF, producida a fines de 1926, habían quedado 50 equipos en Primera, por lo que se dispuso intercalar un nuevo concurso de segunda, para reagruparlos. Esta división fue disputada hasta 1933, cuando fue eliminada por la disminución de participantes causada por el profesionalismo y reemplazada por la antigua Segunda División durante las dos últimas temporadas del amateurismo.
- Segunda División (LAF): En 1934, la liga profesional organizó su único torneo de segunda, con los primeros equipos de Quilmes y Tigre, relegados de Primera División por cuestiones extradeportivas, y las reservas de los restantes equipos que disputaban el Campeonato.
- Primera División B: Desde su creación en la temporada 1935 como Segunda División, nombre adoptado de su sucesora de la era amateur, hasta la temporada 1986. Desde la temporada 1949 adoptó el nombre de Primera División B.
- Primera Nacional: A partir de su creación, en la temporada 1986-87, con este certamen se incorporaron orgánicamente con un régimen de ascensos y descensos los clubes del interior del país que están indirectamente afiliados a través del Consejo Federal.[1][3]

## Ediciones

### En el amateurismo
- En 1899 se creó el primer torneo de Segunda División, en el que, al principio, los clubes se integraban de manera optativa, sin que se hubiera establecido un sistema de ascensos y descensos, el que se instituyó recién en 1907, siendo el primer ascendido el Club Atlético Nacional.[4][5][6][7][8][9]

| Segunda División | Segunda División | Segunda División |
| ---------------- | ---------------- | ---------------- |

| Temporada | Campeón            | Subcampeón             | Tercero              |
| --------- | ------------------ | ---------------------- | -------------------- |
| 1899      | Banfield           | English High School    | Belgrano II          |
| 1900      | Banfield           | English High School II | Belgrano Athletic II |
| 1901      | Barracas           | Belgrano Athletic II   | Lomas II             |
| 1902      | Belgrano II        | Estudiantes            | No hubo              |
| 1903      | Barracas II        | Estudiantes II         | No hubo              |
| 1904      | Barracas II        | Alumni II              | No hubo              |
| 1905      | América            | Belgrano III           | No hubo              |
| 1906      | Estudiantes II     | Estudiantil Porteño    | Porteño              |
| 1907      | Nacional           | River Plate            | Quilmes II           |
| 1908      | River Plate        | Racing Club            | No hubo              |
| 1909      | Gimnasia y Esgrima | San Isidro II          | No hubo              |
| 1910      | Racing Club        | Boca Juniors           | Banfield             |

- En 1911, ante la creciente participación de los clubes que se sumaban constantemente a la competencia, lo que exigía un mayor nivel de organización, se intentó regularizar los torneos y los descensos y ascensos. Con ese fin se formó la Segunda Liga, ente integrado a la Argentine Football Association, que organizó el certamen de segundo nivel de competencia, que pasó a llamarse División Intermedia, y la denominada Segunda División, que ocupaba el tercero.

La División Intermedia se dividía en dos grupos: la Intermedia, que la jugaban los clubes en condiciones de ascender o descender —que es la que se considera en este caso como segunda categoría—  y la Intermedia (Reserva), que la protagonizaban los equipos de reserva de los clubes de Primera División. Los primeros jugaron sus torneos de distinta manera, según las temporadas; en ocasiones eran divididos en zonas —normalmente Norte, Oeste y Sud— o secciones; de ellas clasificaban los equipos que luego disputaban la segunda fase por eliminación directa, hasta consagrar un campeón en la final; o bien, cuando las secciones eran dos, la final la disputaban los respectivos ganadores; incluso, algunas veces, se disputaron en un solo grupo, todos contra todos. Las reservas, por su parte, se enfrentaban en un concurso de ese último tipo, del que salía, también, su propio campeón. Ambos campeones jugaban después, la final por la Copa Campeonato de la División Intermedia. Este sistema, con sus variantes, perduró hasta 1926, bajo la órbita de las distintas entidades, oficiales y disidentes.
Se llamó Intermedia Extra, o directamente Extra, en algunos torneos puntuales.
| División Intermedia y Extra | División Intermedia y Extra | División Intermedia y Extra |
| --------------------------- | --------------------------- | --------------------------- |

| Temporada | Campeón                     | Subcampeón                                     | Tercero                                        |
| --------- | --------------------------- | ---------------------------------------------- | ---------------------------------------------- |
| 1911      | Estudiantes de La Plata     | Independiente                                  | Estudiantil Porteño                            |
| 1912 AAF  | Ferro Carril Oeste          | Platense                                       | Boca Juniors                                   |
| 1912 FAF  | Tigre                       | Hispano Argentino                              | Se desconoce                                   |
| 1913 AAF  | Huracán                     | Gimnasia y Esgrima (F)                         | Argentino del Sud                              |
| 1913 FAF  | Floresta                    | General Belgrano                               | No hubo                                        |
| 1914 AAF  | Honor y Patria (F)          | Se desconoce                                   | Se desconoce                                   |
| 1914 FAF  | Defensores de Belgrano      | Burzaco                                        | No hubo                                        |
| 1915      | Gimnasia y Esgrima La Plata | Honor y Patria (F)                             | Alumni (O)                                     |
| 1916      | Sportivo Barracas           | Buenos Aires (IM)                              | Se desconoce                                   |
| 1917      | Defensores de Belgrano      | Vélez Sarsfield                                | No hubo                                        |
| 1918      | Eureka                      | Club Almagro                                   | No hubo                                        |
| 1919 AAF  | Banfield                    | Del Plata                                      | Palermo                                        |
| 1919 AAmF | Barracas Central            | Quilmes                                        | Ferro Carril Oeste                             |
| 1920 AAF  | El Porvenir                 | Argentinos Juniors                             | Compañía General de Buenos Aires               |
| 1920 AAmF | General Mitre               | Liberal Argentino                              | Talleres (RdE)                                 |
| 1921 AAF  | Dock Sud                    | Liniers                                        | Alvear                                         |
| 1921 AAmF | Palermo                     | Villa Ballester                                | Liberal Argentino                              |
| 1922 AAF  | All Boys                    | Villa Urquiza                                  | Temperley                                      |
| 1922 AAmF | Argentino del Sud           | Villa Ballester                                | Liberal Argentino                              |
| 1923 AAF  | Sportsman                   | Se desconoce                                   | Se desconoce                                   |
| 1923 AAmF | Liberal Argentino           | Talleres (RdE)                                 | No hubo                                        |
| 1924 AAF  | Chacarita Juniors           | Bristol                                        | No hubo                                        |
| 1924 AAmF | Excursionistas              | Talleres (RdE)                                 | No hubo                                        |
| 1925 AAF  | Balcarce                    | La Paternal, Nacional (A) y/o Buenos Aires     | La Paternal, Nacional (A) y/o Buenos Aires     |
| 1925 AAmF | Talleres (RdE)              | San Telmo                                      | No hubo                                        |
| 1926 AAF  | Nacional (A)                | Central Argentino, La Paternal y/o Marplatense | Central Argentino, La Paternal y/o Marplatense |
| 1926 AAmF | Honor y Patria (B)          | San Telmo                                      | Conservación y Tráfico                         |

- El 28 de noviembre de 1926 se produjo la fusión del ente disidente, la Asociación Amateurs de Football, con la oficial Asociación Argentina de Football, en la Asociación Amateurs Argentina de Football. Esta entidad determinó la existencia de 7 categorías, y el torneo de segundo nivel pasó a llamarse Primera División-Sección B, desplazando a la Intermedia al tercero.

| Primera División B | Primera División B | Primera División B |
| ------------------ | ------------------ | ------------------ |

| Temporada | Campeón                 | Subcampeón            | Tercero         |
| --------- | ----------------------- | --------------------- | --------------- |
| 1927      | El Porvenir             | Argentino de Banfield | Temperley       |
| 1928      | Colegiales              | Temperley             | All Boys        |
| 1929      | Honor y Patria (Bernal) | Porteño               | Unión (Caseros) |
| 1930      | Nueva Chicago           | All Boys              | Temperley       |
| 1931 AFAP | Liberal Argentino       | All Boys              | Progresista     |
| 1932 AFAP | Dock Sud                | Sportivo Balcarce     | Acassuso        |

- Tras la escisión de los clubes más importantes en la Liga Argentina de Football y el consecuente blanqueo del profesionalismo de los equipos de Primera, la remanente Asociación Argentina de Football (Amateurs y Profesionales), dada la escasez en número y calidad de los equipos que permanecieron bajo su orden, eliminó dos divisiones, con lo que la segunda categoría volvió a ser la Segunda División.

| Segunda División | Segunda División | Segunda División |
| ---------------- | ---------------- | ---------------- |

| Temporada | Campeón     | Subcampeón | Tercero     |
| --------- | ----------- | ---------- | ----------- |
| 1933 AFAP | Ramsar      | 25 de Mayo | Marplatense |
| 1934 AFAP | Bella Vista | Los Andes  | No hubo     |

#### Resumen estadístico
| Equipo                      | Campeón | Subcampeón | Tercero |
| --------------------------- | ------- | ---------- | ------- |
| Banfield                    | 3       | 0          | 1       |
| Liberal Argentino           | 2       | 0          | 2       |
| Honor y Patria (Bernal)     | 2       | 0          | 0       |
| Defensores de Belgrano      | 2       | 0          | 0       |
| Dock Sud                    | 2       | 0          | 0       |
| El Porvenir                 | 2       | 0          | 0       |
| All Boys                    | 1       | 2          | 1       |
| Belgrano Athletic II        | 1       | 2          | 1       |
| Talleres (RdE)              | 1       | 2          | 0       |
| Estudiantes                 | 1       | 2          | 0       |
| River Plate                 | 1       | 1          | 0       |
| Sportivo Balcarce           | 1       | 1          | 0       |
| Palermo                     | 1       | 0          | 1       |
| Honor y Patria (Floresta)   | 1       | 1          | 0       |
| Racing Club                 | 1       | 1          | 0       |
| Ferro Carril Oeste          | 1       | 0          | 1       |
| Alvear                      | 1       | 0          | 0       |
| América                     | 1       | 0          | 0       |
| Argentino del Sud           | 1       | 0          | 0       |
| Barracas Athletic           | 1       | 0          | 0       |
| Barracas Central            | 1       | 0          | 0       |
| Bella Vista                 | 1       | 0          | 0       |
| Chacarita Juniors           | 1       | 0          | 0       |
| Colegiales                  | 1       | 0          | 0       |
| Estudiantes de La Plata     | 1       | 0          | 0       |
| Eureka                      | 1       | 0          | 0       |
| Excursionistas              | 1       | 0          | 0       |
| Floresta                    | 1       | 0          | 0       |
| General Mitre               | 1       | 0          | 0       |
| Gimnasia y Esgrima          | 1       | 0          | 0       |
| Gimnasia y Esgrima La Plata | 1       | 0          | 0       |
| Huracán                     | 1       | 0          | 0       |
| Nacional (Adrogué)          | 1       | 0          | 0       |
| Nacional (Floresta)         | 1       | 0          | 0       |
| Nueva Chicago               | 1       | 0          | 0       |
| Ramsar                      | 1       | 0          | 0       |
| Sportsman                   | 1       | 0          | 0       |
| Sportivo Barracas           | 1       | 0          | 0       |
| Tigre                       | 1       | 0          | 0       |
| Alumni                      | 0       | 3          | 0       |
| San Telmo                   | 0       | 2          | 0       |
| Villa Ballester             | 0       | 2          | 0       |
| Temperley                   | 0       | 1          | 3       |
| Estudiantil Porteño         | 0       | 1          | 1       |
| Porteño                     | 0       | 1          | 1       |
| Quilmes                     | 0       | 1          | 1       |
| Argentino de Banfield       | 0       | 1          | 0       |
| Argentinos Juniors          | 0       | 1          | 0       |
| Boca Juniors                | 0       | 1          | 0       |
| Bristol                     | 0       | 1          | 0       |
| Buenos Aires (Isla Maciel)  | 0       | 1          | 0       |
| Burzaco                     | 0       | 1          | 0       |
| Club Almagro                | 0       | 1          | 0       |
| Del Plata                   | 0       | 1          | 0       |
| General Belgrano            | 0       | 1          | 0       |
| Gimnasia y Esgrima (Flores) | 0       | 1          | 0       |
| Hispano Argentino           | 0       | 1          | 0       |
| Independiente               | 0       | 1          | 0       |
| Liniers                     | 0       | 1          | 0       |
| Los Andes                   | 0       | 1          | 0       |
| San Isidro II               | 0       | 1          | 0       |
| 25 de Mayo                  | 0       | 1          | 0       |
| Vélez Sarsfield             | 0       | 1          | 0       |
| Villa Urquiza               | 0       | 1          | 0       |
| Acassuso                    | 0       | 0          | 1       |
| Barker Memorial School      | 0       | 0          | 1       |
| Compañía General BA         | 0       | 0          | 1       |
| Conservación y Tráfico      | 0       | 0          | 1       |
| Lomas Athletic              | 0       | 0          | 1       |
| Marplatense                 | 0       | 0          | 1       |
| Progresista                 | 0       | 0          | 1       |
| Unión (Caseros)             | 0       | 0          | 1       |

### En el profesionalismo
- La disidente Liga Argentina de Football se fundó en 1931, y con ella se profesionalizó formalmente el fútbol de la Primera División, por lo que se toma ese hito para separar las eras. No obstante, la segunda categoría comenzó a ser profesional recién a partir de la temporada 1943.[11]

Paralelamente con el torneo de la entidad oficial, la Asociación Argentina de Football (Amateurs y Profesionales), la Liga Argentina organizó, en 1934, su primer y único campeonato de Segunda División, disputado entre las reservas de los equipos de Primera, y Quilmes y Tigre, que fueron relegados de la misma por cuestiones extradeportivas.
En 1935, tras la formación de la Asociación del Football Argentino a fines de 1934, por la fusión de ambos entes rectores, la Segunda División volvió a disputar un certamen donde participaron también las reservas de los equipos de primer nivel. La Primera y la Segunda División de la AFAP pasaron a formar parte de la Segunda y la Tercera División de la AFA, respectivamente, y no hubo ascensos ni descensos, al igual que el año anterior.
El esquema se repitió en 1936, para luego en 1937, ya sin la participación de las reservas, quedar establecido el régimen de ascensos y descensos que perdura hasta la actualidad.
| Segunda División | Segunda División | Segunda División |
| ---------------- | ---------------- | ---------------- |

| Temporada | Campeón                          | Subcampeón                       | Tercero                 |
| --------- | -------------------------------- | -------------------------------- | ----------------------- |
| 1934 LAF  | River Plate II (44)              | San Lorenzo II (40)              | Boca Juniors II (38)    |
| 1935      | Estudiantes de La Plata II (58)  | Independiente II (57)            | River Plate II (53)     |
| 1936      | Boca Juniors II (59)             | San Lorenzo II (53)              | River Plate II (52)     |
| 1937      | Almagro (26)                     | Excursionistas (24)              | El Porvenir (21)        |
| 1938      | Argentino de Quilmes (40)        | Quilmes (40)                     | All Boys (39)           |
| 1939      | Banfield (8)                     | All Boys (6)                     | Barracas Central (6)    |
| 1940      | Argentinos Juniors (49)          | Acassuso (48)                    | Temperley (43)          |
| 1941      | Chacarita Juniors (58)           | Colegiales (45)                  | Almagro (41)            |
| 1942      | Rosario Central (53)             | Excursionistas (45)              | Vélez Sarsfield (41)    |
| 1943      | Vélez Sarsfield (55)             | Unión (48)                       | Temperley (43)          |
| 1944      | Gimnasia y Esgrima La Plata (66) | Tigre (58)                       | Almagro (55)            |
| 1945      | Tigre (60)                       | Argentino (Rosario) (58)         | Temperley (57)          |
| 1946      | Banfield (66)                    | Gimnasia y Esgrima La Plata (52) | Argentinos Juniors (51) |
| 1947      | Gimnasia y Esgrima La Plata (57) | Quilmes (54)                     | Ferro Carril Oeste (53) |
| 1948      | No hubo                          | No hubo                          | No hubo                 |

- En 1948 se decidió una importante reforma de los torneos superiores de la AFA, que derivó en la creación, en 1950, de la así llamada Tercera de Ascenso, hoy Primera D. Esta constituyó la cuarta categoría del fútbol argentino, al tiempo que se renombraron todas las divisiones de ascenso, por lo que, a partir de 1949, el segundo nivel pasó a ser la Primera División B. Este nombre llegó hasta la temporada 1986, en la que el torneo fue implementado para clasificar los 20 equipos de la división que participaron del primer Torneo Nacional B, de 1986-87.

| Primera División B | Primera División B | Primera División B |
| ------------------ | ------------------ | ------------------ |

| Temporada | Campeón                      | Subcampeón                | Tercero                |
| --------- | ---------------------------- | ------------------------- | ---------------------- |
| 1949      | Quilmes (63)                 | Colón (53)                | Unión (SF) (49)        |
| 1950      | Lanús (34)                   | Colón (31)                | Dock Sud (29)          |
| 1951      | Rosario Central (45)         | Colón (42)                | Almagro (42)           |
| 1952      | Gimnasia y Esgrima (LP) (51) | Tigre (50)                | Colón (46)             |
| 1953      | Tigre (50)                   | Atlanta (46)              | Unión (SF) (43)        |
| 1954      | Estudiantes (LP) (46)        | Argentinos Juniors (43)   | Colón (43)             |
| 1955      | Argentinos Juniors (51)      | Unión (SF) (46)           | Talleres (RdE) (43)    |
| 1956      | Atlanta (51)                 | Central Córdoba (R) (44)  | Banfield (42)          |
| 1957      | Central Córdoba (R) (49)     | Platense (46)             | Unión (SF) (42)        |
| 1958      | Ferro Carril Oeste (50)      | Nueva Chicago (46)        | Chacarita Juniors (44) |
| 1959      | Chacarita Juniors (45)       | Quilmes (42)              | Unión (SF) (40)        |
| 1960      | Los Andes (52)               | Tigre (44)                | Banfield (41)          |
| 1961      | Quilmes (45)                 | Banfield (44)             | Nueva Chicago (44)     |
| 1962      | Banfield (52)                | Platense (43)             | Deportivo Español (41) |
| 1963      | Ferro Carril Oeste (42)      | Sarmiento (42)            | Unión (SF) (42)        |
| 1964      | Lanús (14)                   | Nueva Chicago (11)        | Deportivo Español (11) |
| 1965      | Colón (62)                   | Quilmes (59)              | Deportivo Morón (58)   |
| 1966      | Unión (SF) (58)              | Argentino de Quilmes (53) | Deportivo Morón (51)   |
| 1967      | Defensores de Belgrano       | Tigre                     | No hubo                |
| 1968      | Almagro (26)                 | Nueva Chicago (26)        | Unión (SF) (25)        |
| 1969      | Ferro Carril Oeste (24)      | San Telmo (22)            | Arsenal (21)           |
| 1970      | Ferro Carril Oeste(10)       | Almirante Brown(9)        | Arsenal (9)            |
| 1971      | Lanús (41)                   | Arsenal (35)              | San Telmo (32)         |
| 1972      | All Boys (48)                | Almirante Brown (45)      | Nueva Chicago (42)     |
| 1973      | Banfield (50)                | Temperley (46)            | Quilmes (45)           |
| 1974      | Temperley                    | Unión (SF)                | Estudiantes (BA)       |
| 1975      | Quilmes (58)                 | San Telmo (53)            | Sarmiento (51)         |
| 1976 (I)  | Platense (26)                | Tigre (26)                | Villa Dálmine (24)     |
| 1976 (II) | Lanús (47)                   | Almirante Brown (46)      | Tigre (45)             |
| 1977      | Estudiantes (BA) (48)        | Los Andes (46)            | Deportivo Armenio (42) |
| 1978      | Ferro Carril Oeste (50)      | Almirante Brown (46)      | Los Andes (41)         |
| 1979      | Tigre (50)                   | Sportivo Italiano (49)    | Banfield (40)          |
| 1980      | Sarmiento (54)               | Atlanta (52)              | Nueva Chicago (50)     |
| 1981      | Nueva Chicago (58)           | Quilmes (55)              | Banfield (49)          |
| 1982      | San Lorenzo                  | Temperley                 | No hubo                |
| 1983      | Atlanta                      | Chacarita Juniors         | No hubo                |
| 1984      | Deportivo Español            | Gimnasia y Esgrima (LP)   | No hubo                |
| 1985      | Rosario Central              | Racing Club               | No hubo                |
| 1986      | No hubo                      | No hubo                   | No hubo                |

#### Resumen estadístico
| Equipo                 | Campeón                          | Subcampeón                                 | Tercero                                |
| ---------------------- | -------------------------------- | ------------------------------------------ | -------------------------------------- |
| Ferro Carril Oeste     | 5 (1958, 1963, 1969, 1970, 1978) | 0                                          | 1 (1947)                               |
| Banfield               | 4 (1939, 1946, 1962, 1973)       | 1 (1961)                                   | 4 (1956, 1960, 1979, 1981)             |
| Lanús                  | 4 (1950, 1964, 1971, 1976(ST))   | 0                                          | 0                                      |
| Tigre                  | 3 (1945, 1953, 1979)             | 6 (1944, 1952, 1960, 1967, 1976(PT), 1983) | 1 (1976(ST))                           |
| Quilmes                | 3 (1949, 1961, 1975)             | 5 (1938, 1947, 1959, 1965, 1981)           | 1 (1973)                               |
| Gimnasia (LP)          | 3 (1944, 1947, 1952)             | 2 (1946 1982)                              | 0                                      |
| Rosario Central        | 3 (1942, 1951, 1985)             | 0                                          | 0                                      |
| Atlanta                | 2 (1956, 1983)                   | 2 (1953, 1980)                             | 0                                      |
| Argentinos Juniors     | 2 (1940, 1955)                   | 1 (1954)                                   | 1 (1946)                               |
| Chacarita Juniors      | 2 (1941, 1959)                   | 0                                          | 2 (1958, 1983)                         |
| Almagro                | 2 (1937, 1968)                   | 0                                          | 3 (1941, 1944, 1951)                   |
| Estudiantes (LP)       | 2 (1935, 1954)                   | 0                                          | 0                                      |
| Unión (SF)             | 1 (1966)                         | 3 (1943, 1955, 1974)                       | 6 (1949, 1953, 1957, 1959, 1963, 1968) |
| Nueva Chicago          | 1 (1981)                         | 3 (1958, 1964, 1968)                       | 3 (1961, 1972, 1980)                   |
| Colón                  | 1 (1965)                         | 3 (1949, 1950, 1951)                       | 1 (1952)                               |
| Platense               | 1 (1976(PT))                     | 2 (1957, 1962)                             | 0                                      |
| Los Andes              | 1 (1960)                         | 2 (1967, 1977)                             | 2 (1978, 1986)                         |
| San Lorenzo            | 1 (1982)                         | 2 (1934, 1936)                             | 0                                      |
| Temperley              | 1 (1974)                         | 1 (1973)                                   | 3 (1940, 1943,1945)                    |
| All Boys               | 1 (1972)                         | 1 (1939)                                   | 2 (1938)                               |
| Sarmiento (J)          | 1 (1980)                         | 1 (1963)                                   | 1 (1975)                               |
| Argentino de Quilmes   | 1 (1938)                         | 1 (1966)                                   | 0                                      |
| Central Córdoba (R)    | 1 (1957)                         | 1 (1956)                                   | 0                                      |
| Defensores de Belgrano | 1 (1967)                         | 1 (1984)                                   | 0                                      |
| Deportivo Español      | 1 (1984)                         | 0                                          | 2 (1962, 1964)                         |
| River Plate            | 1 (1934)                         | 0                                          | 2 (1935, 1936)                         |
| Boca Juniors           | 1 (1936)                         | 0                                          | 1 (1934)                               |
| Estudiantes (BA)       | 1 (1977)                         | 0                                          | 1 (1974)                               |
| Vélez Sarsfield        | 1 (1943)                         | 0                                          | 1 (1942)                               |
| Almirante Brown        | 0                                | 4 (1970, 1972, 1978, 1976(ST))             | 0                                      |
| San Telmo              | 0                                | 3 (1963, 1969, 1975)                       | 1 (1971)                               |
| Excursionistas         | 0                                | 2 (1937, 1942)                             | 0                                      |
| Arsenal                | 0                                | 1 (1971)                                   | 2 (1969, 1970)                         |
| Acassuso               | 0                                | 1 (1940)                                   | 0                                      |
| Argentino (R)          | 0                                | 1 (1945)                                   | 0                                      |
| Colegiales             | 0                                | 1 (1941)                                   | 0                                      |
| Independiente          | 0                                | 1 (1935)                                   | 0                                      |
| San Miguel             | 0                                | 1 (1985)                                   | 0                                      |
| Sportivo Italiano      | 0                                | 1 (1979)                                   | 1 (1983)                               |
| Deportivo Morón        | 0                                | 0                                          | 2 (1965, 1966)                         |
| Racing Club            | 0                                | 0                                          | 2 (1984, 1985)                         |
| Barracas Central       | 0                                | 0                                          | 1 (1939)                               |
| Deportivo Armenio      | 0                                | 0                                          | 1 (1977)                               |
| Dock Sud               | 0                                | 0                                          | 1 (1950)                               |
| El Porvenir            | 0                                | 0                                          | 1 (1937)                               |
| Talleres (RdE)         | 0                                | 0                                          | 1 (1955)                               |
| Villa Dálmine          | 0                                | 0                                          | 1 (1976(PT))                           |

### Federalización
- A partir de la temporada 1986-87 se creó una nueva segunda categoría llamada oficialmente Campeonato Nacional B, y conocida como Torneo Nacional B, que incorporó orgánicamente a los clubes del interior del país que están indirectamente afiliados a la AFA a través del Consejo Federal,[5] como vía de acceso a la Primera División.[3]

| Torneo Nacional B | Torneo Nacional B | Torneo Nacional B |
| ----------------- | ----------------- | ----------------- |

| Temporada | Campeón                     | Subcampeón               | Tercero                  |
| --------- | --------------------------- | ------------------------ | ------------------------ |
| 1986-87   | Deportivo Armenio (62)      | Banfield (54)            | Belgrano (54)            |
| 1987-88   | Deportivo Mandiyú (58)      | Quilmes (54)             | Cipolletti (52)          |
| 1988-89   | Chaco For Ever (54)         | Lanús (53)               | Unión (SF) (52)          |
| 1989-90   | Huracán (60)                | Quilmes (53)             | Douglas Haig (51)        |
| 1990-91   | Quilmes (54)                | Atlético Tucumán (52)    | Belgrano (52)            |
| 1991-92   | Lanús (57)                  | Almirante Brown (52)     | Colón (52)               |
| 1992-93   | Banfield (56)               | Colón (56)               | Gimnasia y Tiro (S) (51) |
| 1993-94   | Gimnasia y Esgrima (J) (58) | Quilmes (55)             | San Martín (T) (47)      |
| 1994-95   | Estudiantes (LP) (65)       | Atlético de Rafaela (54) | Colón (52)               |
| 1995-96   | Huracán Corrientes          | Talleres (C)             | Atlético Tucumán (68)    |

- En la temporada 1996-97 el campeonato se renombró como Primera B Nacional.

| Primera B Nacional | Primera B Nacional | Primera B Nacional |
| ------------------ | ------------------ | ------------------ |

| Temporada | Campeón                 | Subcampeón        | Tercero         |
| --------- | ----------------------- | ----------------- | --------------- |
| 1996-97   | Argentinos Juniors (52) | Talleres (C) (50) | Godoy Cruz (48) |
| 1997-98   | Talleres (C)            | Belgrano          | No hubo         |
| 1998-99   | Instituto               | Chacarita Juniors | No hubo         |
| 1999-00   | Huracán                 | Quilmes           | No hubo         |
| 2000-01   | Banfield                | Quilmes           | No hubo         |

- En el periodo comprendido entre 2001-02 y 2006-07 se cambió la forma de disputa, por lo que el certamen se desarrolló en dos fases: Apertura y Clausura.

| Primera B Nacional - Torneos Apertura y Clausura | Primera B Nacional - Torneos Apertura y Clausura | Primera B Nacional - Torneos Apertura y Clausura | Primera B Nacional - Torneos Apertura y Clausura | Primera B Nacional - Torneos Apertura y Clausura |
| ------------------------------------------------ | ------------------------------------------------ | ------------------------------------------------ | ------------------------------------------------ | ------------------------------------------------ |

| Temporada | Campeón             | Subcampeón              | Tercero                |
| --------- | ------------------- | ----------------------- | ---------------------- |
| 2001-02   | Olimpo (45)         | Quilmes (44)            | San Martín (Mza.) (43) |
| 2002-03   | Atlético de Rafaela | Argentinos Juniors (74) | Quilmes (64)           |
| 2003-04   | Instituto           | Almagro                 | Huracán (TA) (62)      |
| 2004-05   | Tiro Federal (R)    | Gimnasia y Esgrima (J)  | Huracán (61)           |
| 2005-06   | Godoy Cruz          | Nueva Chicago           | Belgrano (62)          |
| 2006-07   | Olimpo              | San Martín (SJ) (69)    | Huracán (69)           |

- En el periodo comprendido entre 2007-08 y 2018-19 se retomó el sistema de torneo anual, exceptuando los torneos de transición 2014 y 2016.

| Primera B Nacional | Primera B Nacional | Primera B Nacional | Primera B Nacional |
| ------------------ | ------------------ | ------------------ | ------------------ |

| Temporada | Campeón                  | Subcampeón                       | Tercero                     |
| --------- | ------------------------ | -------------------------------- | --------------------------- |
| 2007-08   | San Martín (T) (66)      | Godoy Cruz (65)                  | Unión (SF) (56)             |
| 2008-09   | Atlético Tucumán (74)    | Chacarita Juniors (72)           | Atlético de Rafaela (62)    |
| 2009-10   | Olimpo (71)              | Quilmes (64)                     | Atlético de Rafaela (63)    |
| 2010-11   | Atlético de Rafaela (77) | Unión (SF) (69)                  | San Martín (SJ) (62)        |
| 2011-12   | River Plate (73)         | Quilmes (72)                     | Instituto (70)              |
| 2012-13   | Rosario Central (74)     | Gimnasia y Esgrima La Plata (73) | Olimpo (66)                 |
| 2013-14   | Banfield (78)            | Defensa y Justicia (75)          | Independiente (67)          |
| 2014      | No hubo                  | No hubo                          | No hubo                     |
| 2015      | Atlético Tucumán (85)    | Patronato (82)                   | Ferro (67)                  |
| 2016      | Talleres (C) (47)        | Chacarita Juniors (43)           | Gimnasia y Esgrima (J) (38) |
| 2016-17   | Argentinos Juniors (88)  | Chacarita Juniors (77)           | Guillermo Brown (75)        |
| 2017-18   | Aldosivi (41)            | Almagro (41)                     | San Martín (T) (39)         |
| 2018-19   | Arsenal (46)             | Sarmiento (J) (46)               | Nueva Chicago (42)          |

- Desde la temporada 2019-20 cambió de denominación a Primera Nacional y se comenzó a disputar en dos zonas, enfrentando al ganador de cada una en una final.

| Primera Nacional | Primera Nacional | Primera Nacional |
| ---------------- | ---------------- | ---------------- |

| Temporada | Campeón                      | Subcampeón               |
| --------- | ---------------------------- | ------------------------ |
| 2019-20   | Cancelado sin definición     | Cancelado sin definición |
| 2020      | Sarmiento (J) (15)           | Estudiantes (RC) (15)    |
| 2021      | Tigre (60)                   | Barracas Central (58)    |
| 2022      | Belgrano (79)                | Instituto (68)           |
| 2023      | Independiente Rivadavia (68) | Almirante Brown (61)     |
| 2024      | Aldosivi (64)                | San Martín (T) (81)      |

#### Resumen estadístico
| Equipo                      | Campeón                       | Subcampeón                                                                 | Tercero                       |
| --------------------------- | ----------------------------- | -------------------------------------------------------------------------- | ----------------------------- |
| Banfield                    | 3 (1992-93, 2000-01, 2013-14) | 1 (1986-87)                                                                | 0                             |
| Olimpo                      | 3 (2001-02, 2006-07, 2009-10) | 0                                                                          | 1 (2012-13)                   |
| Talleres (C)                | 2 (1997-98, 2016)             | 2 (1995-96, 1996-97)                                                       | 0                             |
| Atlético de Rafaela         | 2 (2002-03, 2010-11)          | 1 (1994-95)                                                                | 2 (2008-09, 2009-10)          |
| Atlético Tucumán            | 2 (2008-09), (2015)           | 1 (1990-91)                                                                | 1 (1995-96)                   |
| Instituto                   | 2 (1998-99, 2003-04)          | 1 (2022)                                                                   | 1 (2011-12)                   |
| Argentinos Juniors          | 2 (1996-97, 2016-17)          | 1 (2002-03)                                                                | 0                             |
| Huracán                     | 2 (1989-90, 1999-00)          | 0                                                                          | 2 (2004-05, 2006-07)          |
| Aldosivi                    | 2 (2017-18, 2024)             | 0                                                                          | 0                             |
| Quilmes                     | 1 (1990-91)                   | 8 (1987-88, 1989-90, 1993-94, 1999-00, 2000-01, 2001-02, 2009-10, 2011-12) | 1 (2002-03)                   |
| Belgrano                    | 1 (2022)                      | 1 (1997-98)                                                                | 3 (1986-87, 1990-91, 2005-06) |
| Gimnasia y Esgrima (J)      | 1 (1993-94)                   | 1 (2004-05)                                                                | 1 (2016)                      |
| Godoy Cruz                  | 1 (2005-06)                   | 1 (2007-08)                                                                | 1 (1996-97)                   |
| Sarmiento (J)               | 1 (2020)                      | 1 (2018-19)                                                                | 0                             |
| Lanús                       | 1 (1991-92)                   | 1 (1988-89)                                                                | 0                             |
| San Martín (T)              | 1 (2007-08)                   | 1 (2024)                                                                   | 2 (1993-94, 2017-18)          |
| Chaco For Ever              | 1 (1988-89)                   | 0                                                                          | 0                             |
| Arsenal                     | 1 (2018-19)                   | 0                                                                          | 0                             |
| Deportivo Mandiyú           | 1 (1987-88)                   | 0                                                                          | 0                             |
| Deportivo Armenio           | 1 (1986-87)                   | 0                                                                          | 0                             |
| Huracán Corrientes          | 1 (1995-96)                   | 0                                                                          | 0                             |
| Estudiantes de La Plata     | 1 (1994-95)                   | 0                                                                          | 0                             |
| River Plate                 | 1 (2011-12)                   | 0                                                                          | 0                             |
| Tiro Federal (R)            | 1 (2004-05)                   | 0                                                                          | 0                             |
| Rosario Central             | 1 (2012-13)                   | 0                                                                          | 0                             |
| Tigre                       | 1 (2021)                      | 0                                                                          | 0                             |
| Independiente Rivadavia     | 1 (2023)                      | 0                                                                          | 0                             |
| Chacarita Juniors           | 0                             | 4 (1998-99, 2008-09, 2016, 2016-17)                                        | 0                             |
| Almagro                     | 0                             | 2 (2003-04, 2017-18)                                                       | 0                             |
| Colón                       | 0                             | 1 (1992-93)                                                                | 2 (1991-92, 1994-95)          |
| Unión (SF)                  | 0                             | 1 (2010-11)                                                                | 2 (1988-89, 2007-08)          |
| San Martín (SJ)             | 0                             | 1 (2006-07)                                                                | 1 (2006-07)                   |
| Nueva Chicago               | 0                             | 1 (2005-06)                                                                | 1 (2018-19)                   |
| Almirante Brown             | 0                             | 2 (1991-92, 2023)                                                          | 0                             |
| Defensa y Justicia          | 0                             | 1 (2013-14)                                                                | 0                             |
| Estudiantes (RC)            | 0                             | 1 (2020)                                                                   | 0                             |
| Gimnasia y Esgrima La Plata | 0                             | 1 (2012-13)                                                                | 0                             |
| Patronato                   | 0                             | 1 (2015)                                                                   | 0                             |
| Cipolletti                  | 0                             | 0                                                                          | 1 (1987-88)                   |
| Douglas Haig                | 0                             | 0                                                                          | 1 (1989-90)                   |
| Ferro                       | 0                             | 0                                                                          | 1 (2015)                      |
| Gimnasia y Tiro (S)         | 0                             | 0                                                                          | 1 (1992-93)                   |
| Huracán (TA)                | 0                             | 0                                                                          | 1 (2003-04)                   |
| Independiente               | 0                             | 0                                                                          | 1 (2013-14)                   |
| San Martín (M)              | 0                             | 0                                                                          | 1 (2001-02)                   |
| Guillermo Brown             | 0                             | 0                                                                          | 1 (2016-17)                   |

## Campeonatos totales
| Equipo | Equipo                  | Campeón                                                                                           | Subcampeón | Tercero                                                                           |
| ------ | ----------------------- | ------------------------------------------------------------------------------------------------- | --- | --------------------------------------------------------------------------------- |
|        | Banfield                | 7 (Segunda División: 1939 y 1946; Primera B: 1962 y 1973; Nacional B: 1992-93, 2000-01 y 2013-14) | 2 (Primera B: 1961; Nacional B: 1986-87) | 4 (Primera B: 1956, 1960, 1979 y 1981)                                            |
|        | Lanús                   | 5 (Primera B: 1950, 1964, 1971 y 1976 ST; Nacional B: 1991-92)                                    | 1 (Nacional B: 1988-89) | -                                                                                 |
|        | Ferro Carril Oeste      | 5 (Primera B: 1958, 1963, 1969, 1970 y 1978)                                                      | - | 2 (Segunda División: 1947; Nacional B: 2015)                                      |
|        | Quilmes                 | 4 (Primera B: 1949, 1961 y 1975; Nacional B: 1990-91)                                             | 13 (Segunda División: 1938 y 1947; Primera B: 1959, 1965 y 1981; Nacional B: 1987-88, 1989-90, 1993-94, 1999-00, 2000-01, 2001-02, 2009-10, 2011-12) | 2 (Primera B: 1973; Nacional B: 2002-03)                                          |
|        | Tigre                   | 4 (Segunda División: 1945; Primera B: 1953 y 1979; Nacional B: 2021)                              | 6 (Segunda División: 1944; Primera B: 1952, 1960, 1967, 1976 PT y 1983)                                                                              | 1 (Primera B: 1976 ST)                                                            |
|        | Argentinos Juniors      | 4 (Segunda División: 1940; Primera B: 1955; Nacional B: 1996-97 y 2016-17)                        | 2 (Primera B: 1954; Nacional B: 2002-03) | 1 (Segunda División: 1946)                                                        |
|        | Rosario Central         | 4 (Segunda División: 1942; Primera B: 1951 y 1985; Nacional B: 2012-13)                           | - | -                                                                                 |
|        | Gimnasia y Esgrima (LP) | 3 (Segunda División: 1944 y 1947; Primera B: 1952)                                                | 3 (Segunda División: 1946; Primera B: 1982; Nacional B: 2012-13)                                                                                     | -                                                                                 |
|        | Olimpo                  | 3 (Nacional B: 2001-02, 2006-07 y 2009-10)                                                        | - | 1 (Nacional B: 2012-13)                                                           |
|        | Estudiantes (LP)        | 3 (Segunda División: 1935; Primera B: 1954; Nacional B: 1994-95)                                  | - | -                                                                                 |
|        | Chacarita Juniors       | 2 (Segunda División: 1941; Primera B: 1959)                                                       | 4 (Nacional B: 1998-99, 2008-09, 2016 y 2016-17) | 2 (Primera B: 1958 y 1982)                                                        |
|        | Almagro                 | 2 (Segunda División: 1937; Primera B: 1968)                                                       | 2 (Nacional B: 2003-04 y 2017-18) | 3 (Segunda División: 1941 y 1944; Primera B: 1951)                                |
|        | Sarmiento (J)           | 2 (Primera B: 1980; Nacional B: 2020)                                                             | 2 (Primera B: 1963; Nacional B: 2018-19) | 1 (Primera B: 1975)                                                               |
|        | Estudiantes (BA)        | 2 (Segunda División: 1906; Primera B: 1977)                                                       | 2 (Segunda División: 1902 y 1903) | 1 (Primera B: 1974)                                                               |
|        | Atlanta                 | 2 (Primera B: 1956 y 1983)                                                                        | 2 (Primera B: 1953 y 1980) | -                                                                                 |
|        | Talleres (C)            | 2 (Nacional B: 1997-98, 2016)                                                                     | 2 (Nacional B: 1995-96, 1996-97) | -                                                                                 |
|        | Atlético de Rafaela     | 2 (Nacional B: 2002-03 y 2010-11)                                                                 | 1 (Nacional B: 1994-95) | 2 (Nacional B: 2008-09 y 2009-10)                                                 |
|        | Atlético Tucumán        | 2 (Nacional B: 2008-09 y 2015)                                                                    | 1 (Nacional B: 1990-91) | 1 (Nacional B: 1995-96)                                                           |
|        | Huracán                 | 2 (Nacional B: 1989-90 y 1999-00)                                                                 | - | 2 (Nacional B: 2004-05 y 2006-07)                                                 |
|        | River Plate             | 2 (Segunda División: 1934; Nacional B: 2011-12)                                                   | - | 2 (Segunda División: 1935 y 1936)                                                 |
|        | Instituto               | 2 (Nacional B: 1998-99 y 2003-04)                                                                 | - | 1 (Nacional B: 2011-12)                                                           |
|        | Aldosivi                | 2 (Nacional B: 2017-18 y 2024)                                                                    | - | -                                                                                 |
|        | Unión (SF)              | 1 (Primera B: 1966)                                                                               | 4 (Segunda División: 1943; Primera B: 1955 y 1974; Nacional B: 2010-11)                                                                              | 8 (Primera B: 1949, 1953, 1957, 1959, 1963 y 1968; Nacional B: 1988-89 y 2007-08) |
|        | Colón                   | 1 (Primera B: 1965)                                                                               | 4 (Primera B: 1949, 1950 y 1951; Nacional B: 1992-93)                                                                                                | 4 (Primera B: 1952 y 1954; Nacional B: 1991-92 y 1994-95)                         |
|        | Nueva Chicago           | 1 (Primera B: 1981)                                                                               | 4 (Primera B: 1958, 1964 y 1968; Nacional B: 2005-06)                                                                                                | 4 (Primera B: 1961, 1972 y 1980; Nacional B: 2018-19)                             |
|        | Platense                | 1 (Primera B: 1976 PT)                                                                            | 2 (Primera B: 1957 y 1962) | -                                                                                 |
|        | San Lorenzo             | 1 (Primera B: 1982)                                                                               | 2 (Segunda División: 1934 y 1936) | -                                                                                 |
|        | Temperley               | 1 (Primera B: 1974)                                                                               | 1 (Primera B: 1973) | 3 (Segunda División: 1940, 1943 y 1945)                                           |
|        | Arsenal                 | 1 (Nacional B: 2018-19)                                                                           | 1 (Primera B: 1971) | 2 (Primera B: 1969 y 1970)                                                        |
|        | All Boys                | 1 (Primera B: 1972)                                                                               | 1 (Segunda División: 1939) | 1 (Segunda División: 1938)                                                        |
|        | Gimnasia y Esgrima (J)  | 1 (Nacional B: 1993-94)                                                                           | 1 (Nacional B: 2004-05) | 1 (Nacional B: 2016)                                                              |
|        | Godoy Cruz              | 1 (Nacional B: 2005-06)                                                                           | 1 (Nacional B: 2007-08) | 1 (Nacional B: 1996-97)                                                           |
|        | Los Andes               | 1 (Primera B: 1960)                                                                               | 1 (Primera B: 1977) | 1 (Primera B: 1978)                                                               |
|        | Argentino de Quilmes    | 1 (Segunda División: 1938)                                                                        | 1 (Primera B: 1966) | -                                                                                 |
|        | Central Córdoba (R)     | 1 (Primera B: 1957)                                                                               | 1 (Primera B: 1956) | -                                                                                 |
|        | Defensores de Belgrano  | 1 (Primera B: 1967)                                                                               | 1 (Primera B: 1984) | -                                                                                 |
|        | San Martín (T)          | 1 (Nacional B: 2007-08)                                                                           | 1 (Nacional B: 2024) | 2 (Nacional B: 1993-94 y 2017-18)                                                 |
|        | Deportivo Español       | 1 (Primera B: 1984)                                                                               | - | 2 (Primera B: 1962 y 1964)                                                        |
|        | Deportivo Armenio       | 1 (Nacional B: 1986-87)                                                                           | - | 1 (Primera B: 1977)                                                               |
|        | Boca Juniors            | 1 (Segunda División: 1936)                                                                        | - | 1 (Segunda División: 1934)                                                        |
|        | Vélez Sarsfield         | 1 (Segunda División: 1943)                                                                        | - | 1 (Segunda División: 1942)                                                        |
|        | Chaco For Ever          | 1 (Nacional B: 1988-89)                                                                           | - | -                                                                                 |
|        | Deportivo Mandiyú       | 1 (Nacional B: 1987-88)                                                                           | - | -                                                                                 |
|        | Huracán Corrientes      | 1 (Nacional B: 1995-96)                                                                           | - | -                                                                                 |
|        | Tiro Federal (R)        | 1 (Nacional B: 2004-05)                                                                           | - | -                                                                                 |
|        | Independiente Rivadavia | 1 (Nacional B: 2023)                                                                              | |                                                                                   |
|        | Almirante Brown         | -                                                                                                 | 6 (Primera B: 1970, 1972, 1976 ST y 1978; Nacional B: 1991-92 y 2023)                                                                                | -                                                                                 |
|        | San Telmo               | -                                                                                                 | 2 (Primera B: 1969 y 1975) | 1 (Primera B: 1971)                                                               |
|        | Excursionistas          | -                                                                                                 | 2 (Segunda División: 1937 y 1942) | -                                                                                 |
|        | Belgrano                | -                                                                                                 | 1 (Nacional B: 1997-98) | 3 (Nacional B: 1986-87, 1990-91 y 2005-06)                                        |
|        | Independiente           | -                                                                                                 | 1 (Segunda División: 1935) | 1 (Nacional B: 2013-14)                                                           |
|        | Sportivo Italiano       | -                                                                                                 | 1 (Primera B: 1979) | 1 (Primera B: 1983)                                                               |
|        | San Martín (SJ)         | -                                                                                                 | 1 (Nacional B: 2006-07) | 1 (Nacional B: 2010-11)                                                           |
|        | Barracas Central        | -                                                                                                 | 1 (Nacional B: 2021) | 1 (Segunda División: 1939)                                                        |
|        | Acassuso                | -                                                                                                 | 1 (Segunda División: 1940) | -                                                                                 |
|        | Colegiales              | -                                                                                                 | 1 (Segunda División: 1941) | -                                                                                 |
|        | Argentino (R)           | -                                                                                                 | 1 (Segunda División: 1945) | -                                                                                 |
|        | San Miguel              | -                                                                                                 | 1 (Primera B: 1985) | -                                                                                 |
|        | Defensa y Justicia      | -                                                                                                 | 1 (Nacional B: 2013-14) | -                                                                                 |
|        | Patronato               | -                                                                                                 | 1 (Nacional B: 2015) | -                                                                                 |
|        | Estudiantes (RC)        | -                                                                                                 | 1 (Nacional B: 2020) | -                                                                                 |
|        | Deportivo Morón         | -                                                                                                 | - | 2 (Primera B: 1965 y 1966)                                                        |
|        | Racing Club             | -                                                                                                 | - | 2 (Primera B: 1984 y 1985)                                                        |
|        | Cipolletti              | -                                                                                                 | - | 1 (Nacional B: 1987-88)                                                           |
|        | Dock Sud                | -                                                                                                 | - | 1 (Primera B: 1950)                                                               |
|        | Douglas Haig            | -                                                                                                 | - | 1 (Nacional B: 1989-90)                                                           |
|        | El Porvenir             | -                                                                                                 | - | 1 (Segunda División: 1937)                                                        |
|        | Guillermo Brown (PM)    | -                                                                                                 | - | 1 (Nacional B: 2016-17)                                                           |
|        | Gimnasia y Tiro (S)     | -                                                                                                 | - | 1 (Nacional B: 1992-93)                                                           |
|        | Huracán (TA)            | -                                                                                                 | - | 1 (Nacional B: 2003-04)                                                           |
|        | San Martín (M)          | -                                                                                                 | - | 1 (Nacional B: 2001-02)                                                           |
|        | Talleres (RE)           | -                                                                                                 | - | 1 (Primera B: 1955)                                                               |
|        | Villa Dálmine           | -                                                                                                 | - | 1 (Primera B: 1976 PT)                                                            |